# 米多比鎮久
米多比 鎮久（ねたび しげひさ、天文20年（1551年） -  寛永10年9月11日（1633年10月13日））は、戦国時代から江戸時代前期にかけての武将。
立花氏の家臣。柳川藩大組組頭世襲家。立花四天王の一人。立花六城主の1人（鷹尾城 〈筑後国〉）。
幼名米王丸、通称五郎次郎、新蔵人、三左衛門、丹波守、立花丹波三左衛門。異名虎丹波。
妻は立花道雪養女・吉子。子は米多比鎮信、小田部鎮教、米多比茂成、薦野増時継室、由布惟貞室、立花隆元室、寺西次郎太夫室。

## 概要
米多比氏は薦野氏と祖を同じくし、本姓は「丹治（多治比とも）」のち略して「丹」と称し、筑前糟屋郡・米多比山に居城した事により「米多比」氏を称するようになる。
出自は桓武天皇の子葛原親王の末裔としている。
豊後の大友氏についた一族と、山口の大内氏についた一族に分かれ、大内氏滅亡後は宗像大宮司宗像氏貞に属し、宗像氏・立花氏の境界となると古賀で、同族で対峙していた。

## 生涯
大友宗麟の家臣米多比直知の子として生まれる。幼名米王丸。出生に関しては不明で1551年とも、1564年に生まれたともいう。
永禄7年（1564年）、立花鑑載が大友宗麟に対し謀叛を起こすと、鑑載の与力であった父直知は大友への挙兵に加担しなかったために謀殺される。
翌永禄8年（1565年）4月27日～5月、大友家臣吉弘鑑理・戸次鑑連らが鑑載を討伐する。
永禄10年（1567年）9月5日、宗像氏貞が立花山城へ侵攻、飯盛山にて佈陣した。立花鑑載と怒留湯直方は席内村、旦ノ原一帯で迎撃し、逆に宗像領の赤間山城まで攻め込んだ。しかし、宗像家臣の吉田守致と怒留湯久則と一騎打ちをして、吉田の勝ちにより宗像軍の士気が高まり、今度は宗像軍の反撃が始まった。7日、鎮久と一族の薦野増時らは自分の領地にて宗像軍の侵攻をしぶとく抵抗した。
10月22日、鎮久と薦野宗鎮と共に1千5百の兵を率いて宗像領地内西郷、許斐に攻め込んで、福間、田島、東郷一帯に焼き討ちを行った。25日、宗像家臣小樋宗頼は冠山城でその攻勢を防備、宗像氏貞は杉連並、麻生元重らと共に2千兵を出て福間河原で対戦後、互いに撤退した。
永禄11年（1568年）に立花鑑載が大友氏に二度と叛旗を翻した際、同僚で従兄弟でもあった薦野増時も父宗鎮を殺害されている。
その後薦野・米多比一族の討伐に安武民部・藤木和泉守ら八百が出されると、増時とともに三百の兵で迎え討ち、西郷原で立花方を撃退した。
鑑連（のちの立花道雪）が立花山城城督として赴任してくると、増時と共に召し出され重用される。（鎮久と増時はほぼ同時期に仕官し、また勇猛果敢であることから立花双翼の副将に名を馳せている。）
のち生の松原合戦や穂波郡の潤野原合戦で原孫九郎、小金原の戦い（清水原の戦いとも）で石松新三郎貞景など多くの戦場で敵将を討ち取って戦功を挙げ、活躍した。
道雪は鎮久の人となりを深く愛し、自らの養女・吉子を妻として与えている。三人の男子と三人の女子をもうけたと伝わる。
また立花姓を賜り「立花三左衛門鎮久」を名乗るようになる。（柳川入り後とも伝わる。）
道雪の死後も宗茂とともに戦陣に臨み殊勲あり常に驍勇絶倫を以って称せられるが、彼は生涯その戦功を人に説くことが無かったといわれる。
天正15年（1587年）九州平定の功績で、宗茂が筑後国柳河城に移封されると、鎮久は鷹尾城城代家老・三千五百石を与えられた。肥後国人一揆の鎮圧でも戦功を挙げた。
宗茂が奮戦した文禄・慶長の役で次のような逸話がある。【豊臣秀吉の朝鮮出兵で朝鮮の地に在陣していた三左衛門は、ある夜山に入って子虎を仕留めて帰陣した。その事を聞いた宗茂は三左衛門を呼んで「子虎を殺せば、必ず親虎が仕返しに来る。くれぐれも油断するな。」と忠告した。これを聞いた三左衛門は再び山に赴き、その親虎を見つけて仕留めてしまった。因みに、後年になってこの時三左衛門が虎を仕留めた鉄砲を「大虎」「小虎」と命名したいう。虎の歯も家中に蔵する。】
他にも碧蹄館の戦いで活躍がみられ、数十名の敵を斬って旗指物に敵の血が染められるほど奮戦。この旗指物は今も子孫の家中に蔵する。
慶長5年（1600年）、関ヶ原の戦いで西軍についた宗茂が改易されると、肥後熊本藩主の加藤清正に三千石で仕える。一方で宗茂と別居中の正室・誾千代姫とその母・宝樹院母子を引き取り長く孝養を尽くした。
二代目加藤忠広の時におきたお家騒動「牛方馬方騒動」に巻き込まれ、証人として江戸に登った後、当時陸奥棚倉にいた宗茂預かりとなる。
主君宗茂が大坂の陣の功績により、 元和6年（1620年）、幕府から旧領の筑後柳川10万9,200石を与えられると、鎮久は呼び戻され、番頭として千石を賜った。
一方「冷静沈着にして勇猛果断」と称され三潴郡城島城に4千石の知行を受けていた増時は、関ヶ原の後黒田氏に仕え旧主・道雪が眠る梅岳寺の墓守として仕えることを望んだため宗茂のもとには帰参せず、元和9年（1623年）、81歳で死去している以後、増時の系統は福岡藩家臣・立花黒田氏として存続する。
その後米多比立花家（大組組頭世襲家）として2000石の家老家として藩を支えた。
寛永10年に死去。享年83歳と伝わる。良清寺に葬られた。法名は空源院殿西譽榮鎮大居士。

## その後の米多比立花家
鎮久以降、嫡男の立花鎮信―鎮実―鎮俊と続くが、後に改易されている。米多比立花家改易後は由布家が大組組頭世襲家に昇格した。
次男は小田部鎮教、三男は米多比茂成である。
子孫の本家は福岡県東区に、分家は柳川に在住されている。

## 人物
「人となり剛勇果断にして苟も人後に落ちることを恥じる。戦陣に臨み殊勲を立てること数回あり常に驍勇絶倫。」と評された。
能筆家、書道の達人とも讃えられる。彼の墨色は「美婦の傾国の色に誇るが如し」というほどで誉められる。
彼と一族とは柳川の堀割にも貢献があった。柳川城の南東隅で建設されたの「米多比堤」は今でも福岡県柳川市の指定文化財、重要景観物・柳川百選として保存されている。